# Dare Vršič
Dare Vršič (* 26. September 1984 in Maribor) ist ein slowenischer Fußballspieler. Der offensive Mittelfeldspieler steht seit 2014 beim slowenischen Verein NK Maribor unter Vertrag.

## Sportlicher Werdegang
Vršič begann seine Karriere bei Mura Murska Sobota, für den er ab 2001 zwei Jahre in der Slovenska Nogometna Liga spielte. Anschließend zog er zum NK Celje weiter, bei dem er an der Seite von Mitja Brulc, Robert Koren und Dragan Čadikovski mit acht Saisontoren erstmals seine Torgefahr zeigte. Dennoch hatte die Mannschaft als Tabellensiebter der regulären Runde die Meisterschaftsrunde verpasst. In der folgenden Spielzeit mit sechs Toren erfolgreich, belegte der Klub dieses Mal den zweiten Platz. In der Meisterschaftsendrunde zog letztlich noch NK Domžale vorbei und die Mannschaft zog als Tabellendritter in den Europapokal ein.
Im Sommer 2005 verließ Vršič sein Heimatland und heuerte beim slowakischen Klub MŠK Žilina an. Auch hier zeichnete er sich als torgefährlicher Offensivspieler aus und gewann mit dem Klub 2007 den nationalen Meistertitel. Einerseits folgten daher 2007 die ersten Berufungen in die slowenische Nationalmannschaft und andererseits wurde er nach zwei Spielzeiten vom rumänischen Klub FC Timișoara abgeworben. Dort kam er jedoch nur sporadisch zum Einsatz, in der Rückrunde der Spielzeit 2009/10 wurde er daher an den FC Koper in sein Heimatland verliehen. Als regelmäßiger Torschütze bis zum Saisonende war er an der Seite von Miran Pavlin, Dalibor Radujko und Nebojša Kovačevič maßgeblich am Meisterschaftsgewinn beteiligt. Damit spielte er sich in den 30 Mann starken vorläufigen Kader von Nationaltrainer Matjaž Kek vor der Weltmeisterschaft 2010, musste aber gemeinsam mit Torhüter Jan Koprivec, Abwehrspieler Aleksander Rajčevič und Stürmer Miran Burgić bereits als einer der ersten wieder abreisen.
Nachdem Vršič nach seiner Rückkehr nach Rumänien weiters zur Ergänzungsspieler war, kehrte er Anfang 2011 nach Slowenien zurück. Bei NK Olimpija Ljubljana wurde er mit 22 Treffern in der Saison 2011/12 Torschützenkönig der Liga und führte somit den Klub auf den zweiten Tabellenplatz. Anschließend versuchte er sich erneut im Ausland und schloss sich dem FK Austria Wien in Österreichs Hauptstadt an und wurde am Ende der Saison österreichischer Meister. In der nächsten Saison konnte sich Vršič jedoch nicht durchsetzen und stand nur einmal im Kader. In der darauf folgenden Wintertransferperiode wechselte er zu NK Maribor. Aktuell ist Dare Vršič kein slowenischer Nationalspieler mehr. Sein erstes Tor für NK Maribor erzielte er in der Europa League gegen den FC Sevilla.

## Erfolge
- Slowakischer Meister: 2007
- Slowenischer Meister: 2010, 2014, 2015, 2017
- Slowenischer Pokal: 2005
- Slowenischer Supercup: 2014
- Slowenischer Torschützenkönig: 2012
- Österreichischer Meister: 2013